# Cytaeis indica
Cytaeis indica is een hydroïdpoliep uit de familie Cytaeididae. De poliep komt uit het geslacht Cytaeis. Cytaeis indica werd in 1920 voor het eerst wetenschappelijk beschreven door Stechow. 